# 媽媽別哭
《天倫制裁》（韓語：돈 크라이 마미）是一部2012年上映的韓國電影。由真實事件改編，講述關於未成年性犯罪者的電影。

## 劇情介紹
一名少女在遭受欺凌後選擇自殺，犯罪少年因為證據不足而未受到法律制裁，被害者的母親為此親自展開報復行為。

## 演員陣容
- 裕善 飾 又琳
- 南寶拉 飾 恩亞
- 劉五性 飾 吳刑警
- 東澔 飾 尹祖韓
- 權賢尚 飾 朴俊
- 李尚敏 飾 韓民求
- 成雄 飾 智旭
- 申東美 律師

## 外部連結
- 官方网站
- NAVER電影（页面存档备份，存于）
- 豆瓣电影上《媽媽別哭》的資料 （简体中文）